# Marc-Antoine Muret

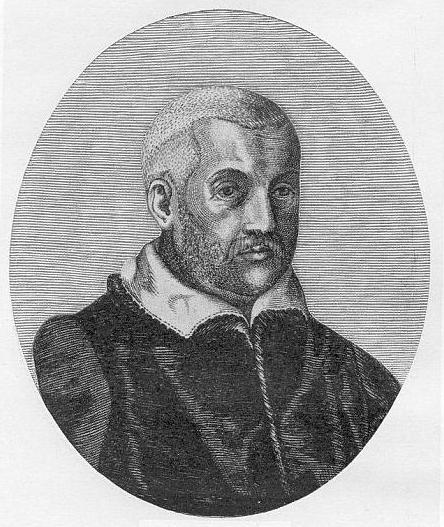
Marc-Antoine Muret, llamado Muretus.

Marc-Antoine Muret, llamado Muretus (Muret, 12 de abril de 1526 - Roma, 4 de junio de 1585) fue un humanista y escritor francés.
Marc-Antoine Muret empezó desde muy joven su carrera de docente, tras llamar la atención —cuando contaba sólo dieciocho años— de Jules César Scaliger, quién le invitó a hablar en el Colegio Arzobispal de Auch. Luego fue profesor de latín en Villeneuve y en Burdeos en 1547 y 1548, en donde contó entre sus alumnos a Michel de Montaigne.
En 1546, en el Colegio de Guyena (en Burdeos) se estrena su tragedia Iulius Cæsar, que había escrito un año antes. Antes de 1552 dio una serie de conferencias en el Colegio de Boncourt (en París), que atrajeron a gran cantidad de público, entre los que se contaban el rey Enrique II de Francia y la reina.
Tuvo entre sus alumnos a Rémy Belleau, Jean de la Taille, Étienne Jodelle y Vauquelin de la Fresnaye. Trabó amistad también con Jean Dorat y algunos de sus jóvenes alumnos, como Joachim du Bellay, Jean Antoine de Baïf y Pierre de Ronsard del que comentará los Amores de Casandra y La continuación de los amores.
En 1553 fue encarcelado por sodomita y hereje. Se declaró en huelga de hambre, pero la intervención de algunos poderosos amigos consiguió su libertad. Una vez libre, se trasladó a Toulouse, donde estudiará y enseñará Derecho hasta que en 1554 volvió a ser acusado de sodomía y herejía.
Sólo consiguió salvar su vida al huir con Memmius Frémiot, quien era su amante por esa época.
Se dice que fue avisado de la inminente detención por un poderoso amigo que sólo utilizó este verso de Virgilio: «¡Oh, huye de esta tierra cruel, huye de la amarga orilla!».
Los registros de la ciudad indican que se le quemó en efigie por hereje y sodomita. Obligado a huir a Italia, llevó durante varios años una vida dispersa e insegura en Padua, Ferrara y Venecia, donde fue profesor y colaboró con diversos editores —entre los que estaba Aldo Manuzio— para publicar clásicos latinos.
Scaliger dice que tras intentar sodomizar a algunos de los hijos de las familias venecianas nobles, pensó que era más prudente cambiar de aires y se trasladó de nuevo a Padua en medio del curso universitario. Pero los rumores le persiguieron hasta que en 1559 el cardenal Hipólito de Este le invitó a que se estableciera en Roma.
En 1561, Muret volvió a Francia como miembro del séquito del cardenal en la conferencia de Poissy entre católicos y protestantes.
De regreso en Roma en 1563, sus cursos en la Universidad de Roma "La Sapienza" le proporcionaron fama a nivel europeo. En 1572, el Papa le concedió, por sus méritos culturales, la nacionalidad romana. Hacia 1576 fue ordenado sacerdote, probablemente para protegerse de las consecuencias de sus pasados escándalos. En 1578, el rey de Polonia le ofreció un puesto de profesor de jurisprudencia en su nueva Universidad de Cracovia, pero el papa Gregorio XIII le convenció para que se quedara en Roma, ciudad en la que siguió ejerciendo de profesor hasta 1584. Murió rico y respetado y su obra fue muy valorada.

## Obras en línea
- Gallica.bnf.fr (enlace roto disponible en Internet Archive; véase el historial, la primera versión y la última). (oración pronunciada por los cardenales cuando iban a entrar al cónclave; en francés).

## Obras
- Ad Gregorium XIII:P.M. Oratio habita nomine Karoli IX. Romae, 1573.
- Ad Pium IIII Pont. Max. Oratio Antonii Borbonii Navarrorum Regis, et Joannae Albretiae Reginae, Principum Bearniae &c. nomine Habita Romae. M.D.LX. Dilingae, 1560.
- Epistolae, hymni sacri, et poetmata omnia. Moguntiae, 1614.
- Epistolarum liber: Cui accesserunt epistolae aliquot R. Turneri unacum epistola Julii Pogiani viri disertissimi de Ciceronis imitandi modo. Ingolstadt, 1584.
- Hymni in B. Virginem Maria. [s.l.] 1600.
- M. Antonii Mureti epistolae: Libellus lectu dignis simus nunc recens emendatiûs in lucem editus. Parisiis: Cloperau, 1580.
- M. Antonii Mureti, Renati Pincaei, et Fed. Morelli nomismatographia. Lutetiae, 1614.
- M.A. Mureti Iuuenilia. Bardi Pomeraniae: Ex officina principis, 1590.
- Marci Antonii Mureti orationes quatuor: Antehac nunquam in Germania excusae;... Harum indicem aversa pagella continet. Ingolstadt: Sartorius, 1585.
- Oratio de laudibus litterarum habita Romae in aede S. Eustachii XV. Nov. MDLXXIII. Romae, 1573.
- Oratio habita ad... Cardinales ipso die Paschae cum subrogandi Pontificis causa Conclaue ingressuri essent anno M.D. LXXXV. Rome, 1585.
- Oratio habita Romae in fvnere Karoli IX Gallorum regis. Romae: Apud Haeredes Antonij Bladij Impressores Camerales, 1574.
- Oratio in funere Pauli Foxii Archiepiscopi Tolosani oratoris ad Gregorium XIII. Pont. Max. Et ad sedem Apostolicam regij, habita Romae,... MDLXXXIIII..
- Orationes latinae virorum recentioris aetatis dissertissimorum Gaevii, Wyttenbachii, Mureti, Hemsterhusii, Facciolati, Ernesti, Chelucci, Bencii, Majoragii, Perpiniani, Palearii, Eichstadii. Freiburg: Groos, 1835.
- Orationes, epistolae, hymnique sacri: Editio prioribus omnibus emendatior, et uno integro epistolarum praefationumque libro iam recens addito auctior. Ingolstadt, 1610.
- Orationes. Ingolstadt, 1584.
- Pontificum Rom. epistolae XXX saeculo XIII scriptae, Aonii Palearii epistolae XXV, M. Antonii Mureti et ad Muretum Pauli Manutii... aliorumque virorum clariss. epistolae selectae, accesserunt graecorum scriptorum aliae nonnullae a Leone Allatio olim recensitae, omnes ex codd. mss. Bibliothecae collegii romani S.J. nunc primum editae. Rome, 1757-1758.
- Trium disertissimorum virorum praefationes ac epistolae familiares aliquot, Muret, Lambini et Regii. Parisiis, 1578.

- Datos: Q1345657
- Multimedia: Marc-Antoine Muret / Q1345657